# Saltillo (letra)

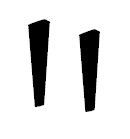
Letra latina "Saltillo" (maiúscula e minúscula)

saltillo (Ꞌ) é uma letra adicional utilizada em várias línguas do México e da África. No México é usada no idioma tlapaneco, trique, mixteco, entre outros. Esta letra representa o som oclusiva glotal.

## Representação gráfica em informática
Esta letra tem sua representação Unicode:
- MaiúsculaꞋ : U+A78B ;
- Minúsculaꞌ : U+A78C.